# Alessandro Iandoli
Alessandro Iandoli (* 29. April 1984 in Basel) ist ein ehemaliger Schweizer Fussballspieler italienischer Abstammung. 

## Karriere
Iandoli begann seine Profikarriere 2003 in seiner Geburtsstadt beim FC Concordia Basel, in der zweiten Schweizer Liga. In 139 Ligaspielen erzielte er dort 31 Tore, bevor er 2008 nach Italien wechselte. 
Sein neuer Arbeitgeber wurde Pescara Calcio, ein Klub aus der dritten italienischen Liga. Er wurde allerdings noch vor Saisonbeginn an US Avellino aus der Serie B ausgeliehen, dort kam er nie zum Einsatz. In der Rückrunde der Saison 2008/2009 kehrte er nach Pescara zurück und absolvierte 12 Einsätze.
Zur Saison 2009/10 wechselte er dann zum Erstligaaufsteiger KAS Eupen. Er absolvierte in seiner ersten Saison 32 Spiele und stieg mit Eupen in die erste Liga auf. Nachdem Iandoli ein Jahr beim belgischen Erstligist VV Sint-Truidense gespielt hat, ging er zum ungarischen Erstligist Újpest FC für eine Spielzeit auf Leihbasis. 2013 erfolgte erneut eine Ausleihe für sechs Monate, dieses Mal zu Standard Lüttich.
Dann kehrte er zu St. Truiden zurück und beendete dort 2016 seine aktive Karriere.